# Col de Sorba
Le col de Sorba (Bocca di Sorba en langue corse) est l'un des principaux cols de Corse.

## Géographie

### Situation, topographie

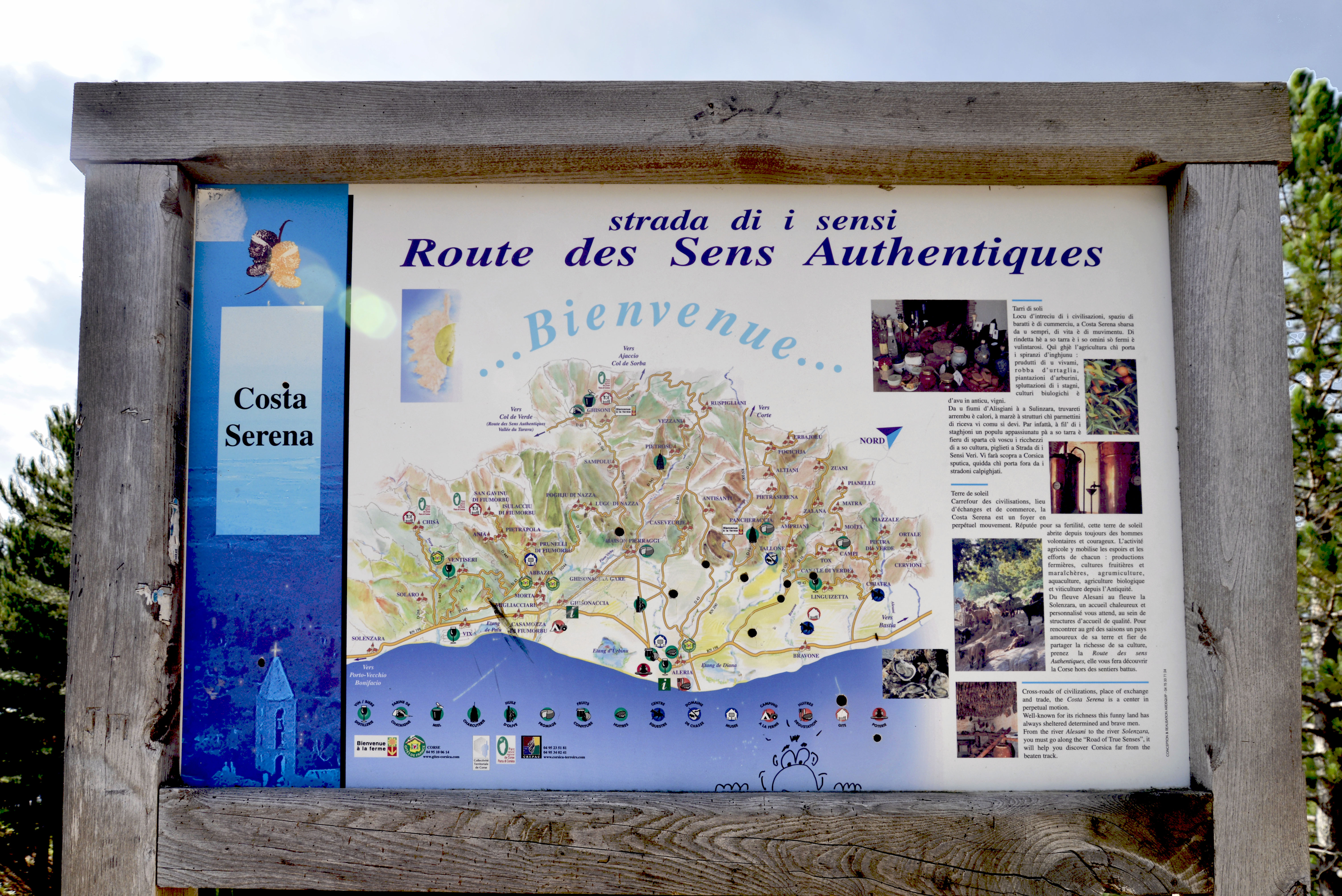
Panneau de bienvenue en Costa Serena placé au col

Le col de Sorba se situe au nord du massif du Monte Renoso, un massif montagneux du centre-sud de la Corse. Il se trouve au sud de la commune de Muracciole, entre la Punta Chiova (1 465 m) et la Punta Muro (1 565 m), deux sommets de la ligne de crête délimitant les communes de Muracciole et de Ghisoni, dans la forêt territoriale de Rospa-Sorba, au sein du parc naturel régional de Corse. Il relie les pièves de Vivario (au nord) et de Castello (au sud).
Sur ses flancs septentrionaux nait le ruisseau de Forcaticcio, affluent du Vecchio. Sur son versant méridional, nait le ruisseau de Ruello, affluent du U Fium'Orbu.

### Géologie

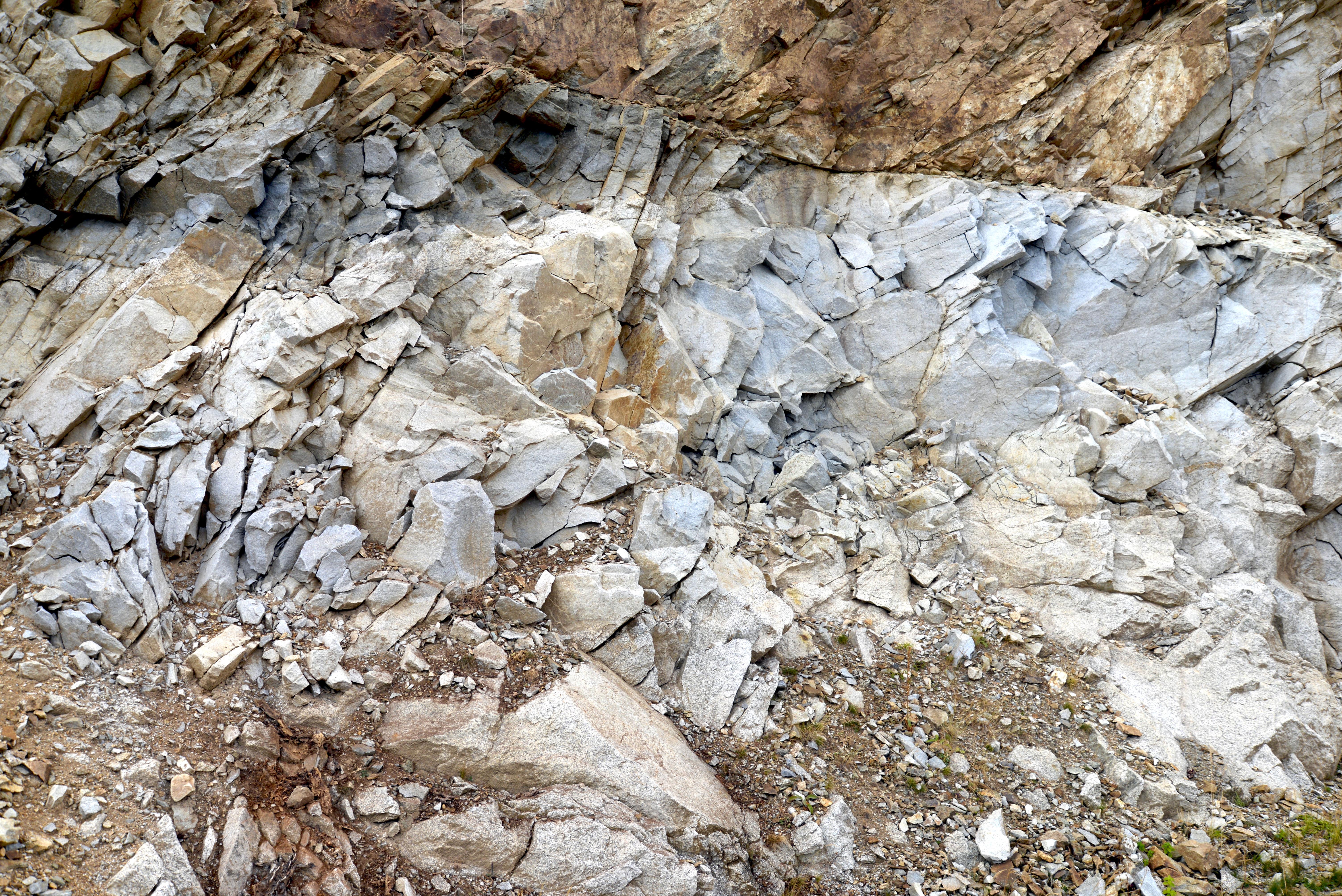
Roches granitiques sous le col de Sorba versant nord

Le col de Sorba se situe à la jonction de la Corse hercynienne (ou occidentale) et alpine (ou orientale), deux ensembles répartis de part et d’autre d’une dépression centrale, et axés sur un réseau de fractures orientées du nord-ouest vers le sud-est de l'île. Il se trouve sur un chaînon secondaire s'épaulant à la Punta di l'Oriente (2 112 m) sur la dorsale de l'île.

### Climat
Situé à 1 311 mètres d'altitude, le col est quelquefois enneigé en période hivernale. Il est soumis aux forts vents des nord et nord-ouest sévissant sur le nord de l’île.

### Faune et flore

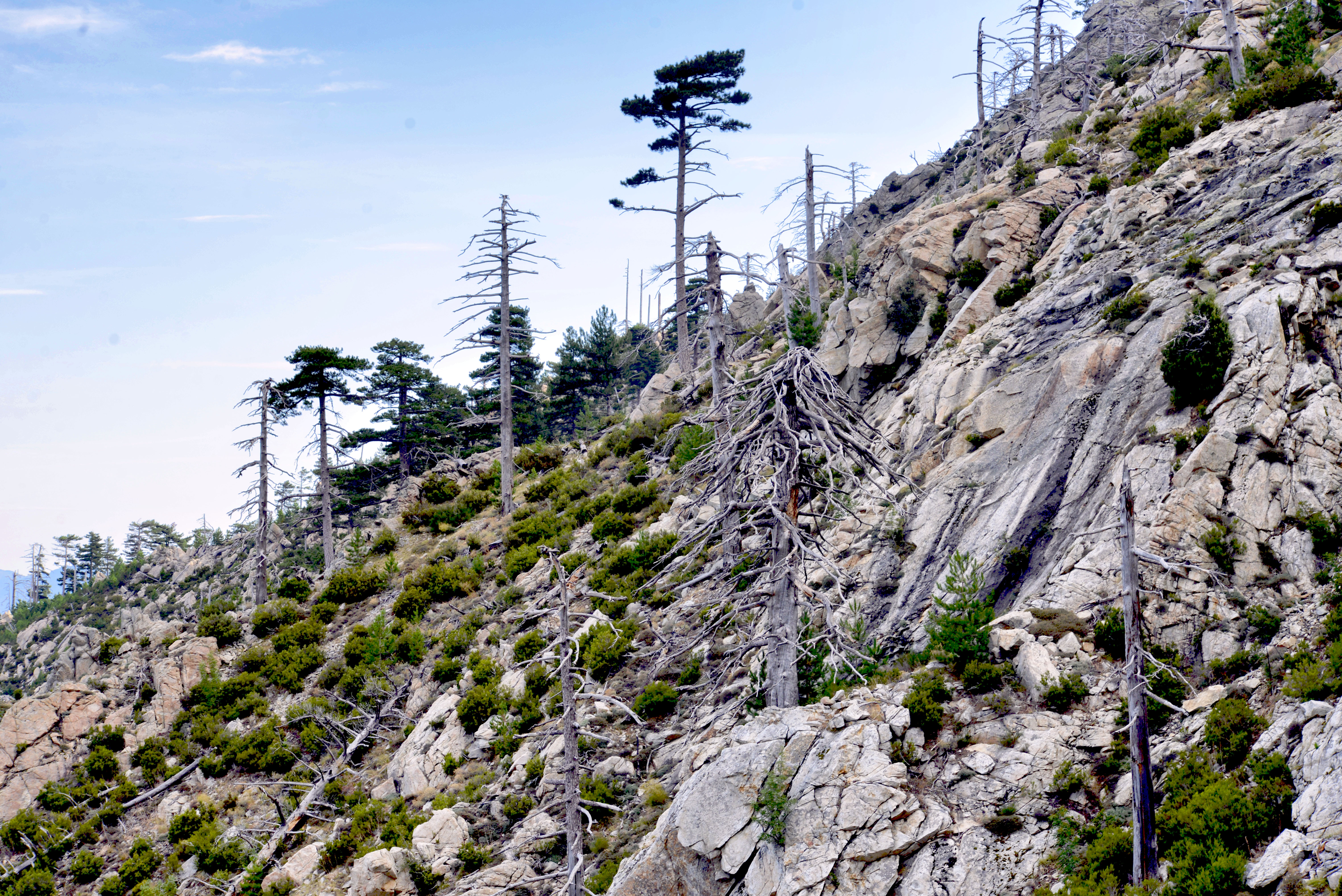
Stigmates de l'incendie en 2000 sous le col de Sorba

Le col se situe dans une zone de protection spéciale (Dir. Oiseaux) pour l'intérêt que présente la présence de plusieurs espèces visées à l'Annexe II de la directive 92/43/CEE du Conseil (mammifères, amphibiens, invertébrés et plantes). Aucune construction n'existe au col qui se trouve dans la forêt territoriale de Rospa-Sorba, une forêt de résineux composée essentiellement de pins laricio. De nombreux arbres sont inclinés, ététés par le vent, leurs branches pendantes car ployées sous le poids de la neige en hiver.
Les flancs septentrionaux du col, soit le versant Muracciole, portent encore en 2015 les stigmates du grand incendie de l'été 2000. Le feu, parti de Muracciole, a parcouru 70 ha de la zone Natura 2000, soit 29 %. 28 ha de la forêt de Rospa-Sorba, soit 12 % de forêt de pin laricio, ont été très sévèrement touchés par le feu. Ce sinistre, arrêté au col de Sorba, s'était propagé jusqu'à la forêt territoriale de Vizzavona située au sud-ouest.

### Accès

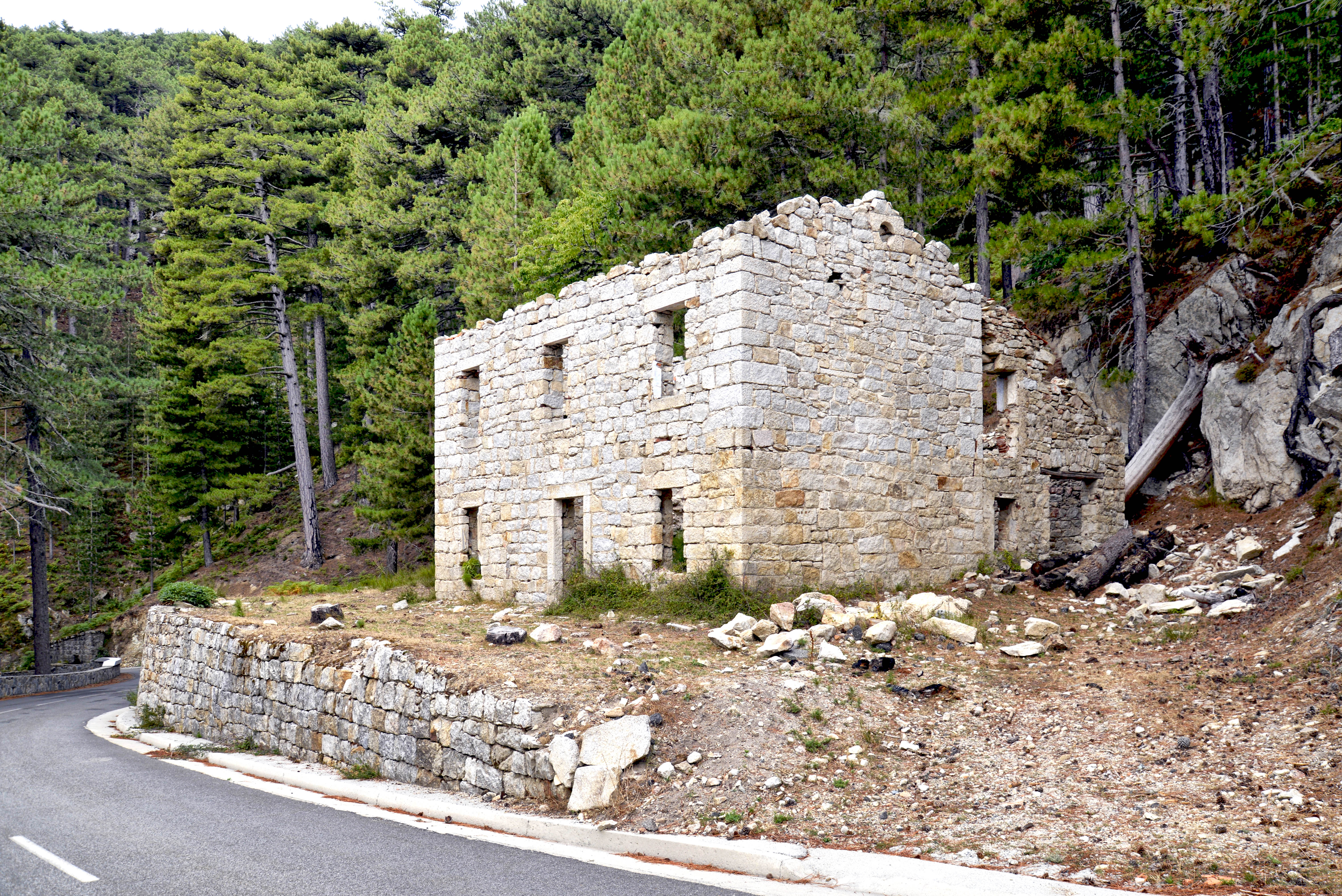
Ruines de Sorba

Le col de Sorba est franchi par la route départementale D69 qui relie Gatti à Ghisoni, les deux villages les plus proches. Il est le premier des trois cols de montagne à franchir (Sorba, Verde, Vaccia) pour rallier Sartène depuis Corte. De part et d'autre du col, cette route comporte plusieurs virages en « épingle à cheveux ». En période hivernale, son franchissement requiert des équipements spéciaux.

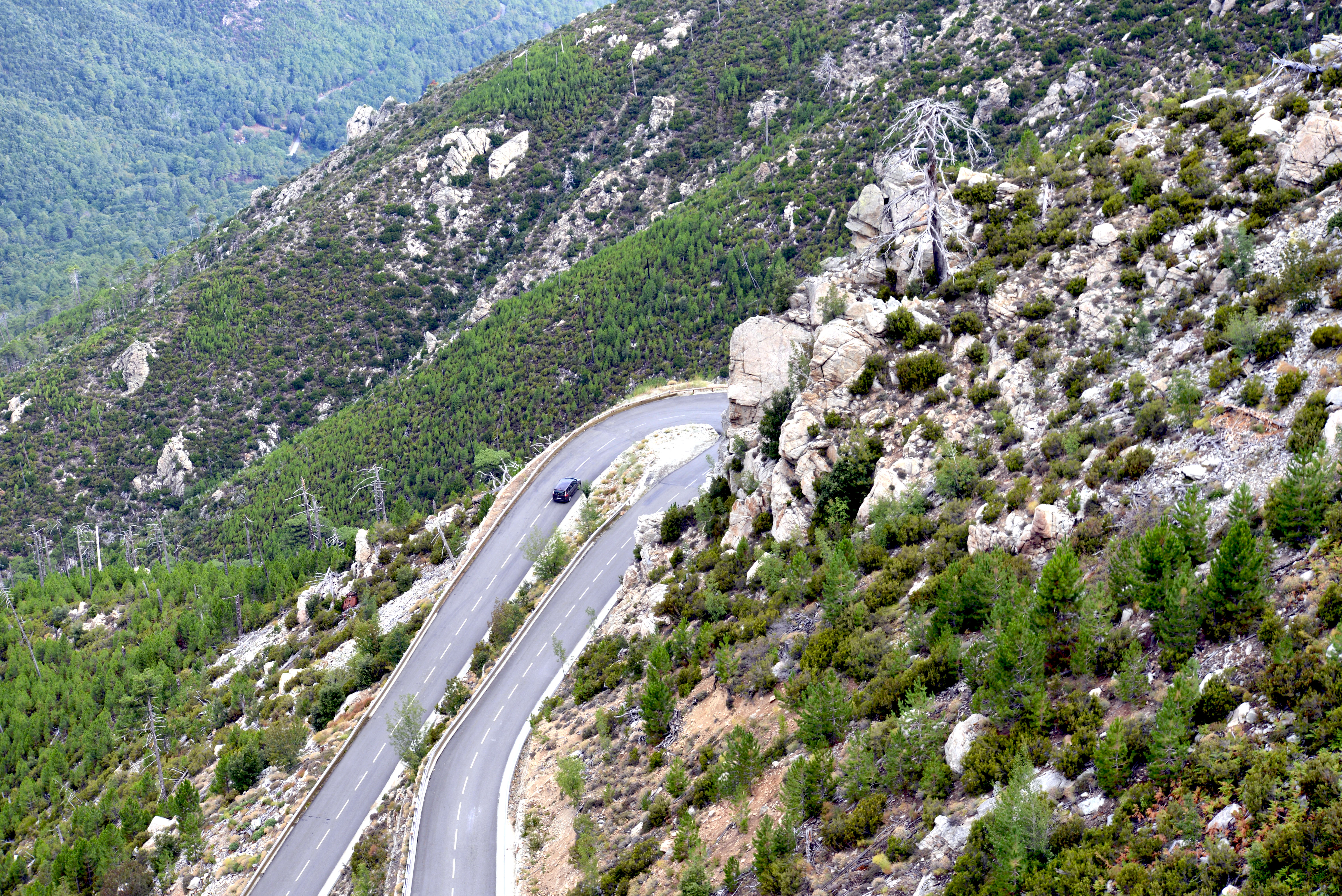
La route D69 versant nord du col

Le passage du col permet de relier la piève de Castello au reste du Cortenais.

## Histoire
La ligne de crête incorporant le col de Sorba délimitait autrefois les pievi ou cantons du Vecchio et de Sorba. Y passait la route nationale 196 bis de Corte à Sartène qui traversait les forêts de Sorba, Marmano, Verde, Saint-Antoine et Cozzano, franchissant les cols de Sorba, Verde (1 289 mètres) et la Vaccia (1 193 mètres), nécessitant la construction de plusieurs maisons cantonnières et des travaux d'aménagement et d'entretien en 1877, 1879 et 1892. La portion Sartène - col de la Serra au sud de Gatti-di-Vivario fut nommée Route nationale 194 avant d'être déclassée en 1972 et devenir la route départementale 69.